# Stephen Schwartz
Pour les articles homonymes, voir Stephen Schwartz (pathologiste) et Schwartz.
Stephen Schwartz est un compositeur, réalisateur et scénariste américain né le 6 mars 1948 à New York, New York (États-Unis).
Il est connu pour ses travaux aussi bien au cinéma que pour le théâtre, et en particulier dans le domaine de la comédie musicale. Au cinéma, il a collaboré avec le compositeur Alan Menken sur plusieurs films d'animations des studios Disney tandis qu'au théâtre sa pièce la plus célèbre est Wicked.

## Biographie
Stephen Schwartz est né à New York. Il est le fils de l'homme d'affaires Stanley Leonard Schwartz et de Sheila Lorna Siegel, une enseignante. Il a grandi dans la région de Williston Park, dans le Comté de Nassau (New York). Il est diplômé de la Mineola High School en 1964. Il étudie le piano et la composition à la Juilliard School tout en fréquentant l'école secondaire. Lorsqu'il est à Université Carnegie-Mellon, Schwartz compose et dirige une première version de Pippin (intitulée Pippin, Pippin) avec le groupe théâtral d'étudiants, Scotch'n'Soda. Schwartz est diplômé de l'Université Carnegie Mellon en 1968 avec un Baccalauréat en beaux-arts (BFA) en théâtre.

### Début de carrière
À son retour à New York City, Schwartz travaille en tant que producteur pour RCA Records et dans un théâtre de Broadway. Il dirige le  premier opéra rock américain, The Survival of St. Joan qu'il enregistre avec le groupe de rock progressif Smoke Rise pour Paramount. Sa première compositeur majeure est la chanson "Butterflies Are Free" à l'origine du film du même nom.

## Filmographie

### Paroliers
- 1983 : Echoes
- 1995 : Pocahontas, une légende indienne de Mike Gabriel et Eric Goldberg.
- 1996 : Le Bossu de Notre-Dame de Gary Trousdale et Kirk Wise.
- 2007 : Il était une fois de Kevin Lima et Lisa Keene.
- 2022 : Il était une fois 2 d'Adam Shankman

### Compositeur
- 1998 : Le Prince d'Égypte de Brenda Chapman, Steve Hickner, Simon Wells.
- 2024 : Wicked de Jon M.Chu (coscénariste avec Winnie Holzman).
- 2025 : Wicked : Partie 2 (Wicked: For Good) de Jon M.Chu (coscénariste avec Winnie Holzman).

### Réalisateur
- 1982 : Working

### Théâtre et télévision

#### Comme compositeur
- 1971 : Godspell (Musical)
- 1972 : Pippin (Musical)
- 1974 : The Magic Show (Musical)
- 1976 : The Baker's Wife (Musical adapté du film La Femme du boulanger)
- 1982 : Working (Musical)
- 2000 : Geppetto (en) (TV)
- 2003 : Wicked (Musical)
- 2005 : Johnny & the Sprites (Série TV)
- 2005 : Captain Louie (Musical)
- 2009 : Séance on a Wet Afternoon (opéra adapté du film Le Rideau de brume)
- 2013/2014 : Houdini (Musical en projet)

#### Comme parolier
- 1999 : The Hunchback of Notre Dame (comédie musicale)

### comme Scénariste
- 1982 : Working (TV)

## Récompenses et nominations
Schwartz a remporté de nombreux prix importants, y compris trois Oscars, trois Grammys, quatre Drama Desk Awards, un Golden Globe Award, le Prix Rodgers Richard et une « petite poignée de trophées de tennis » selon ses dires.
Il reçoit six nominations aux Tony Awards, pour Wicked, Pippin et Godspell. Il reçoit le Tony Award 2015 et l'Isabelle Stevenson Award pour son engagement à servir les artistes et la promotion de nouveaux talents.
En avril 2008, Schwartz reçoit une étoile sur le Walk of Fame (Hollywood). En 2009, il est intronisé au Songwriters Hall of Fame et le 25 janvier 2010 à l'American Theater Hall of Fame.
Schwartz reçoit un doctorat honorifique ès beaux-arts de l'Université Carnegie-Mellon en mai 2015.

## Source de traduction
- (en) Cet article est partiellement ou en totalité issu de l’article de Wikipédia en anglais intitulé « Stephen Schwartz (composer) » (voir la liste des auteurs).